# Arquitetura colonial da Indonésia

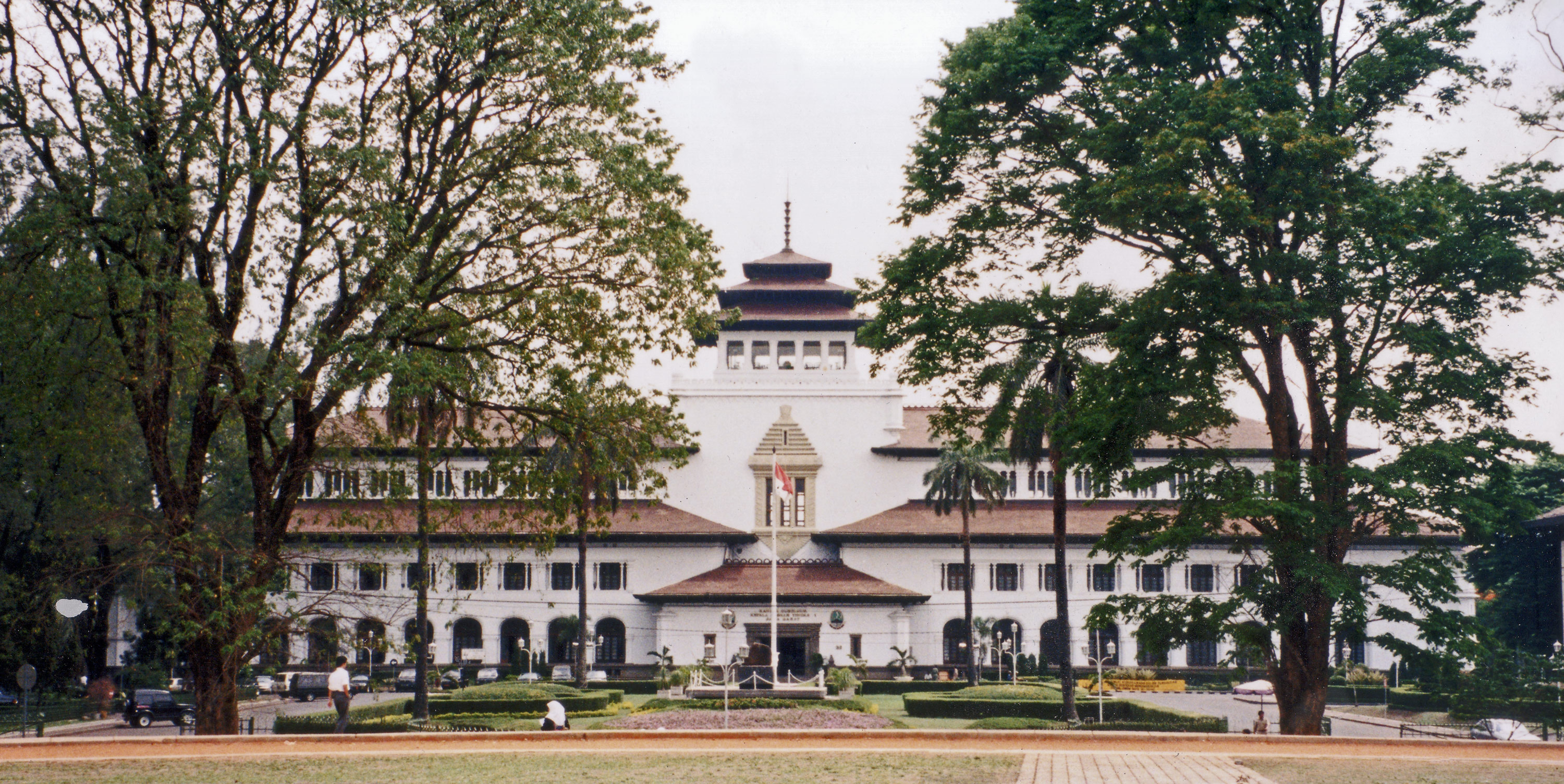
Gedung Sate em Bandung mostra a tentativa colonial de alcançar uma fusão arquitetônica nativa da Indonésia entre os javaneses locais, a antiga arquitetura hindu-budista da Indonésia e o estilo ocidental.

A arquitetura colonial holandesa na Indonésia foi construída em todo o arquipélago que já foi conhecido como Índias Orientais Holandesas. A maioria das estruturas melhores e permanentes da era colonial estão localizadas em Java e Sumatra, que foram consideradas economicamente mais importantes durante o período imperial holandês. Como resultado, existe um grande número de edifícios coloniais concentrados em suas cidades. Muitos dos antigos fortes e armazéns da era VOC também estão espalhados por todo o arquipélago, especialmente em torno das Ilhas Maluku e Sulawesi. Existem três estilos arquitetônicos coloniais holandeses:
- Old Indies Style
- Indies Empire style
- New Indies Style

## Arquitetura inicial

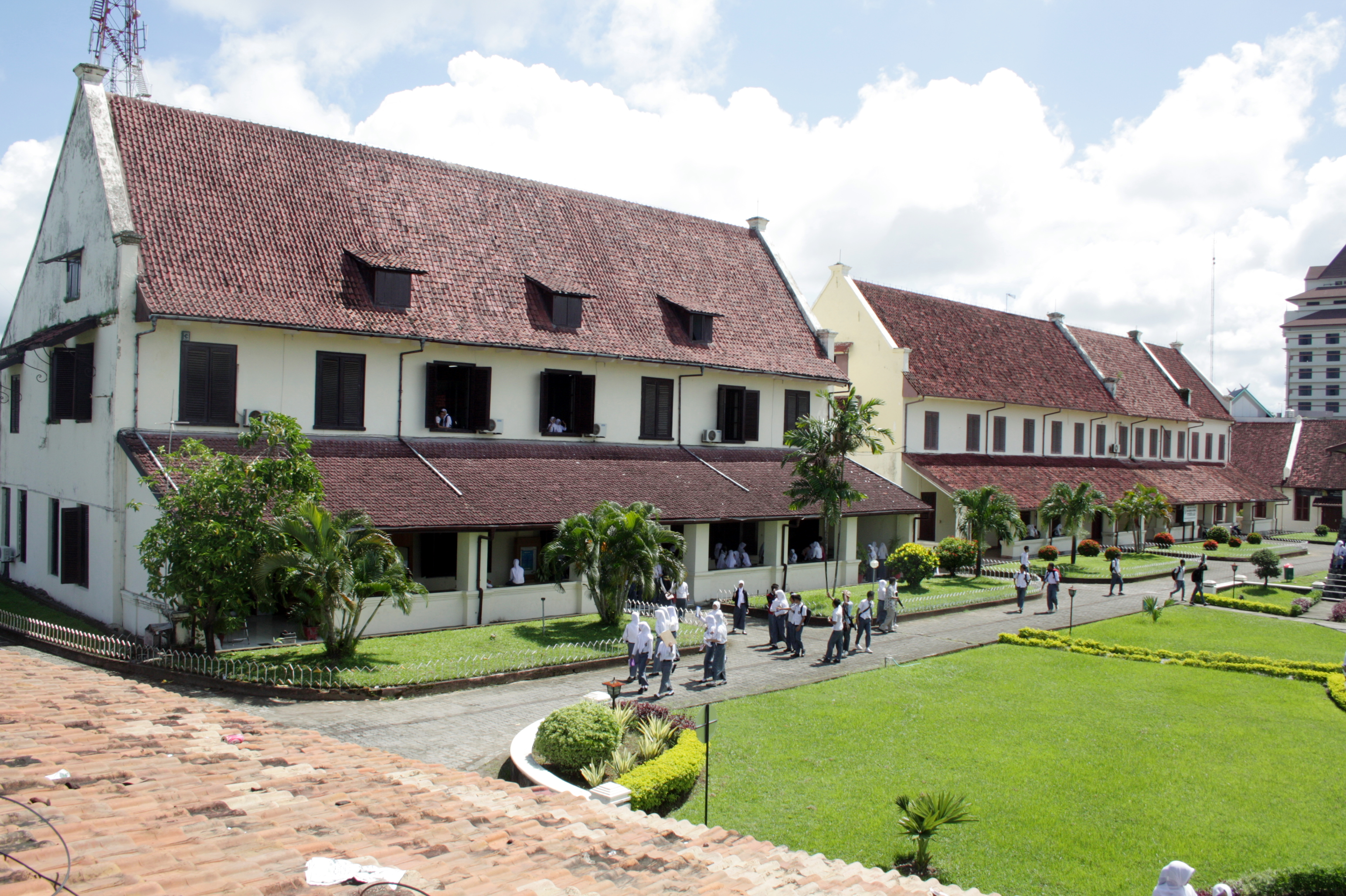
Forte Roterdã em Makassar um forte típico holandês do século XVII.

Ao chegar às Índias Orientais, a arquitetura holandesa derivou principalmente do conhecimento e da mão de obra do país de origem. Na maioria dos casos, a alvenaria foi preferida em grande parte de sua construção. Anteriormente, a madeira e seus subprodutos tinham sido usados quase exclusivamente nas Índias, com exceção de algumas importantes arquiteturas religiosas e palacianas. Durante o período inicial da colonização, as colônias holandesas eram governadas principalmente pela VOC, que se preocupava principalmente com a funcionalidade de sua construção, em vez de tornar a estrutura uma exibição de prestígio.
Um dos primeiros grandes assentamentos holandeses foi Batavia (mais tarde conhecida como Jacarta) que nos séculos XVII e XVIII era uma cidade fortificada de tijolos e alvenaria construída em um terreno baixo. Os assentamentos holandeses no século XVII eram geralmente intra-muros, dentro de defesas muradas para protegê-los do ataque de outros rivais comerciais europeus e da revolta nativa. O forte era uma base militar e um centro de comércio e administração. A cidade foi disposta em uma grade com blocos que são divididos por canais, completos com uma prefeitura e igrejas, assim como qualquer cidade holandesa teria sido na época. As casas dentro da Batávia são descritas como "bastante altas, com uma fachada estreita e paredes rebocadas com janelas de vime providas de vime de rattan para ventilação". E, como na Holanda, eram principalmente casas geminadas com um pequeno pátio. Comportamento semelhante de planejamento urbano e arquitetura pode ser observado no desenvolvimento do porto da VOC em Samarão no século XVIII.
Por quase dois séculos, os colonos pouco fizeram para adaptar seus hábitos arquitetônicos europeus ao clima tropical. Em Batávia, por exemplo, eles construíram canais através de seu terreno baixo, cuja fachada era composta por casas geminadas com pequenas janelas e mal ventiladas, principalmente em um estilo híbrido chinês-holandês. Os canais se tornaram depósitos de lixo tóxico e esgoto e um criadouro ideal para os mosquitos anófeles, com malária e disenteria se espalhando por toda a capital colonial das Índias Orientais Holandesas. E na segunda metade do século XVII as pessoas dentro da Batávia murada começaram a construir suas grandes propriedades rurais e vilas ao longo do Canal de Molenvliet. Os melhores exemplos para sobreviver são a antiga mansão de Reyner de Klerk, que foi construída em um rígido estilo europeu.

### Influência chinesa

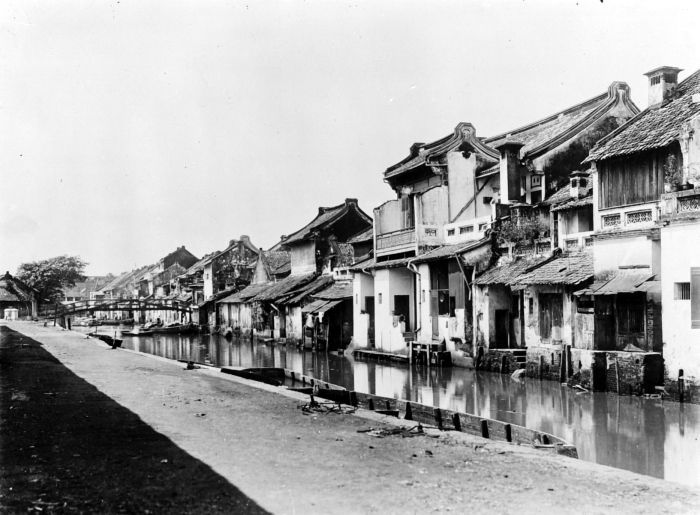
As lojas chinesas de Pintoe Ketjil ao longo do rio Ciliwung

Tanto a VOC quanto o posterior governo holandês encorajaram a imigração chinesa para suas colônias nas Índias Orientais. Esses chineses foram trazidos como trabalhadores contratados e muitos deles acabaram como empreiteiros durante o desenvolvimento inicial da Batávia. Na verdade, no início do século XVIII, Batávia foi descrita como uma "cidade chinesa", e eles dominaram o setor comercial e econômico de muitos postos avançados da VOC nas Índias Orientais. Muitas das principais cidades coloniais possuem grande número de shophouses chineses, que incorporaram elementos dos chineses, holandeses e também indígenas, principalmente no sistema de ventilação. Porém, muitos exemplos dessas habitações chinesas foram em grande parte demolidas em favor de pequenos escritórios modernos e baratos. Partes de Surabaya, Medan, Tangerang e Semarang ainda têm poucos exemplos ao redor da área de Chinatown. O exemplo mais eminente é a Mansão Tjong A Fie em Medan, construída no ano de 1900 pelo rico empresário chinês Tjong A Fie; e também o Edifício Candranaya em Jacarta, que foi construído em 1807 por um Kapitão dos Chineses. Os chineses também construíram seus templos ancestrais em muitas cidades, principalmente nos bairros chineses históricos em todo o país e no imponente estilo chinês. O templo mais antigo que sobreviveu é o Kim Tek Ie em Glodok, que data de 1650.

### Adaptação precoce ao ambiente local
Embora casas geminadas, canais e paredes sólidas fechadas tenham sido planejados inicialmente como proteção contra doenças tropicais provenientes do ar tropical, somente anos depois os holandeses aprenderam a adaptar seu estilo arquitetônico às características locais (beirais longos, varandas, pórticos, grandes janelas e aberturas de ventilação). As casas de campo das Índias Holandesas de meados do século XVIII foram uma das primeiras construções coloniais a incorporar elementos arquitetônicos indonésios e tentar se adaptar ao clima. A forma básica, tais como a organização longitudinal de espaços e uso de joglo e estruturas de telhado Limasan, foi javanês, mas incorporou elementos decorativos europeus, como neo-clássico com colunas em torno varandas profundas. O estilo é conhecido como Indies Style (Estilo das Índias).

## Século XIX

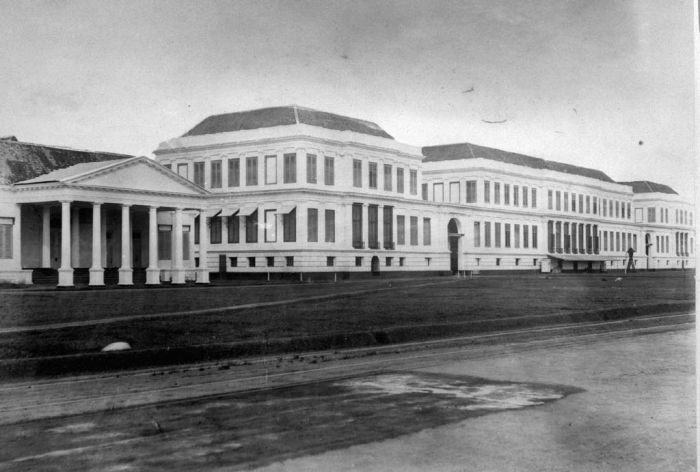
O Palácio de Daendels, concluído em 1828

No final do século XIX, grandes mudanças estavam acontecendo em grande parte da Indonésia colonial, particularmente em Java. A VOC entrou em falência e sua posse foi adquirida pela Coroa da Holanda. A reforma econômica foi iniciada pelo governador francês Daendels, que foi nomeado em Java para gerenciar os postos avançados de VOC em deterioração. Daendels popularizou o estilo neoclássico francês nas Índias, que mais tarde ficou conhecido como estilo Império das Índias. Daendels deixou o castelo já dilapidado de Batávia e expandiu um subúrbio na cidade satélite de Weltevreden, no sul. Devido ao bloqueio comercial pelos ingleses, houve dificuldades em obter materiais de construção, e assim a maioria da antiga fortificação da Velha Batávia foi desmontada para construir prédios públicos ao estilo do século XIX na Batávia. Da mesma forma, todos os postos avançados nas ilhas externas além de Java experimentaram tendências semelhantes de estilo de arquitetura, no entanto, muito poucos desses edifícios conseguiram sobreviver.
No final do século XIX, o gosto pela arquitetura na Europa começou a mudar para o Neo Gótico e o Neo Renascimento, a colônia, entretanto, não experimentou um boom neste estilo de arquitetura até um período posterior. Foi neste período também que cresceu o número de valorização das formas arquitetônicas indígenas; A estação ferroviária de Tawang (1864) em Semarang é um exemplo de assimilação harmoniosa das idéias orientais e ocidentais. Em 1869 o Canal de Suez foi aberto, o que aumentou o volume de navios que viajavam da Europa para o Leste, novos portos como Tanjung Priok e Tanjung Perak foram construídos para acomodar os navios que chegavam cada vez mais. E foi também por volta do mesmo período que a Política de Ética Holandesa foi implementada para os nativos das Índias Orientais Holandesas, resultando em vários booms de construção nas cidades. Perto do final do século XIX, um grande edifício cívico, a Catedral de Jacarta, foi construído em estilo neogótico e, no período posterior, várias igrejas católicas; como a Igreja Kepanjen de Surabaya e a Igreja Ijen de Malang, também são construídas de maneira semelhante. No entanto, o Neo Gothic permaneceu mais estranho no cenário tropical das Índias e não foi tão implementado como no Raj britânico. Enquanto o Neo Renascimento pode ser visto em vários edifícios, como a Igreja Blenduk de Semarang.

## Século XX
Na virada do século XX, houve novas mudanças significativas na colônia. Os holandeses neste período conseguiram controlar a maior parte da atual fronteira com a Indonésia. Os holandeses também implementaram a Política de Ética Holandesa, que incentiva tanto as oportunidades empresariais para os europeus quanto o fluxo de investimento estrangeiro. Houve também um interesse crescente na exploração da riqueza da Indonésia em petróleo e gás, levando os capitalistas a continuarem a olhar para o arquipélago e os holandeses a atualizarem suas infra-estruturas. Melhorias significativas em tecnologia, comunicações e transporte trouxeram novas riquezas para as cidades de Java e a iniciativa privada estava alcançando o interior. A tendência arquitetônica da colônia seguiu o status da Metrópole tanto na saúde econômica quanto no estilo popularizado. No início do século XX, a maioria dos edifícios da colônia foram construídos no estilo neo-renascentista da Europa, que já foi popularizado na Holanda por Pierre Cuypers. Seu sobrinho Eduard Cuypers mais tarde viajaria para as Índias para projetar vários escritórios magníficos para o Banco De Javasche em todo o país. Eduard Cuypers também estabeleceria a maior agência de arquitetura das Índias Orientais, então chamada de Hulswit-Fermont, Batavia and Ed. Cuypers, Amsterdã. Outro arquiteto proeminente como Berlage projetou dois edifícios estritamente no estilo holandês, como a companhia de seguros Algemene em Surabaya e um edifício em Batavia. Cosman Citroen também projetou Lawang Sewu em uma aparência surpreendentemente europeia.

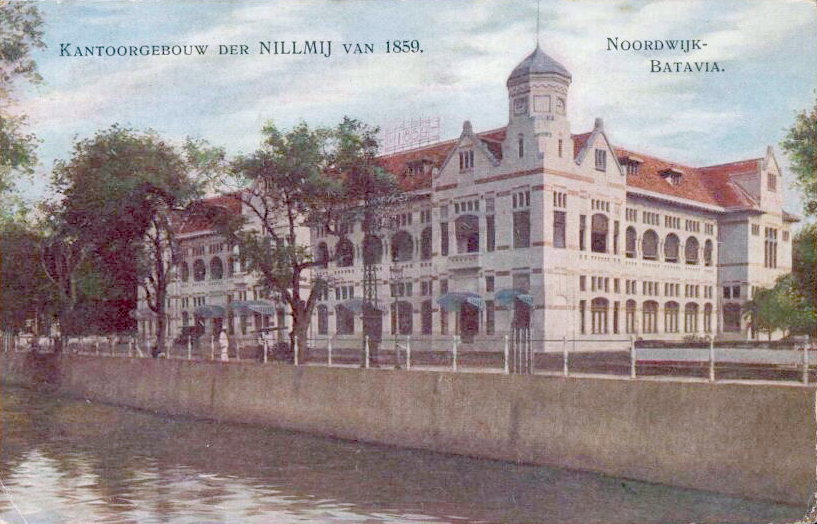
Moojen NILLMIJ em Batavia, 1912

No entanto, na década de 1920, o gosto arquitetônico começou a mudar em favor do Racionalismo e do movimento modernista, especialmente houve um aumento do design de arquitetura Art Déco influenciado por Berlage. Nas primeiras três décadas do século XX, o Departamento de Obras Públicas implementou importantes programas de construção pública e planejamento urbano. O designer-chave foi T. Karsten, que desenvolveu as idéias de seus predecessores para incorporar elementos indonésios indígenas em formas europeias racionais. Bandung que já foi descrito como um "laboratório", é de particular destaque com uma das maiores coleções restantes de edifícios Art-Déco dos anos 1920 no mundo, com o trabalho notável de vários arquitetos e planejadores holandeses, incluindo Albert Aalbers, Thomas Karsten, Henri Maclaine Pont, J. Gerber e CPW Schoemaker. Um grande número de estações de trem, hotéis de negócios, fábricas e blocos de escritórios, hospitais e instituições de ensino foram construídos neste período. Com o crescimento econômico e o aumento da migração europeia para a colônia, houve um aumento da população de classe média e da urbanização do campo. Para acomodar esse crescimento, vários subúrbios modernos de jardim foram construídos nas cidades das Índias, como PAJ Moojen 's Menteng em Jacarta, o novo subúrbio de T. Karsten em Semarang e a maior parte de North Bandung.

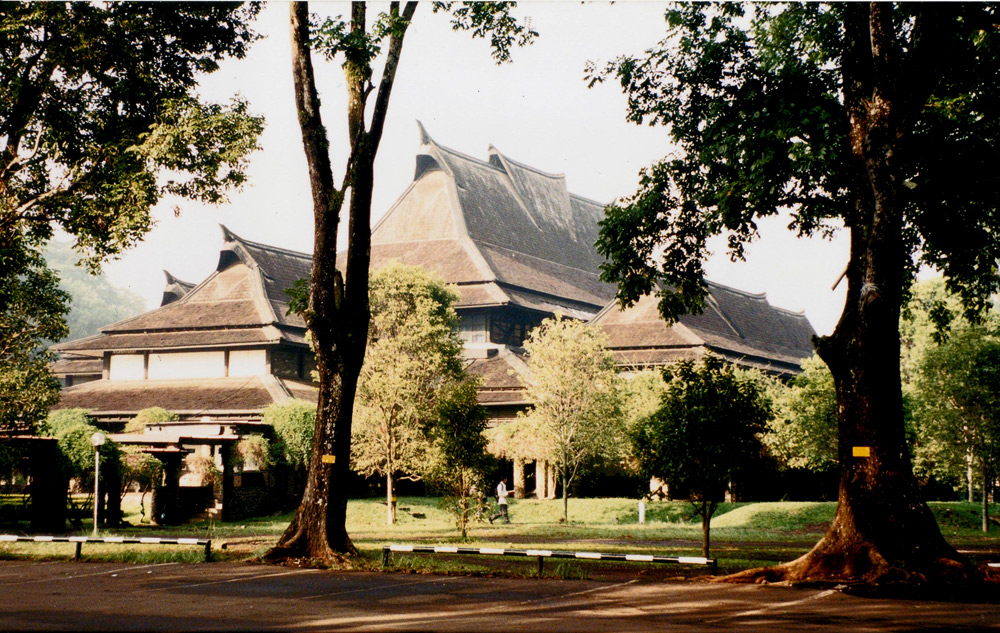
Instituto de tecnologia de Bandung, pelo arquiteto Henri Maclaine-Pont

Vários arquitetos holandeses também fizeram das Índias seu playground de arquitetura e engenharia. Isso resultou na introdução de estilos arquitetônicos como Nieuwe Zakelijkheid, De Stijl e Amsterdam School, muitos dos quais sobreviveram e podem ser observados no design de escritórios, igrejas, edifícios públicos e vilas do período colonial. Talvez a forma mais elevada de "iluminação" possa ser vista na Villa Isola, projetada por Schoemaker em Bandung. Vários arquitetos como CPW Schoemaker e HM Pont também fizeram uma tentativa de modernizar a arquitetura indígena da Indonésia, incorporando-a à modernidade ocidental, abrindo caminho para a criação do estilo vernáculo das Novas Índias. O desenvolvimento dessa tendência de arquitetura acompanhou o crescimento da Delft School da Holanda. O Instituto de Tecnologia de Bandung, Pasar Gede de Solo e a Igreja Pohsarang em Kediri são exemplos claros desse experimento.
A tentativa de se conformar com a arquitetura local já havia começado desde o início do período VOC, como surgia no estilo Indies. A diferença é que, enquanto as casas de campo em estilo Indies eram essencialmente casas indonésias com acabamentos europeus, no início do século XX a tendência era de influências modernistas — como art-deco — serem expressas em edifícios essencialmente europeus com acabamentos indonésios (como a foto telhados altos de casa com detalhes de cume de Javan e geralmente com mais consideração para ventilação de ar). As medidas práticas herdadas das antigas casas de campo ao estilo das Índias, que respondiam ao clima indonésio, incluíam beirais pendentes, janelas maiores e ventilação nas paredes. 

## As ilhas externas

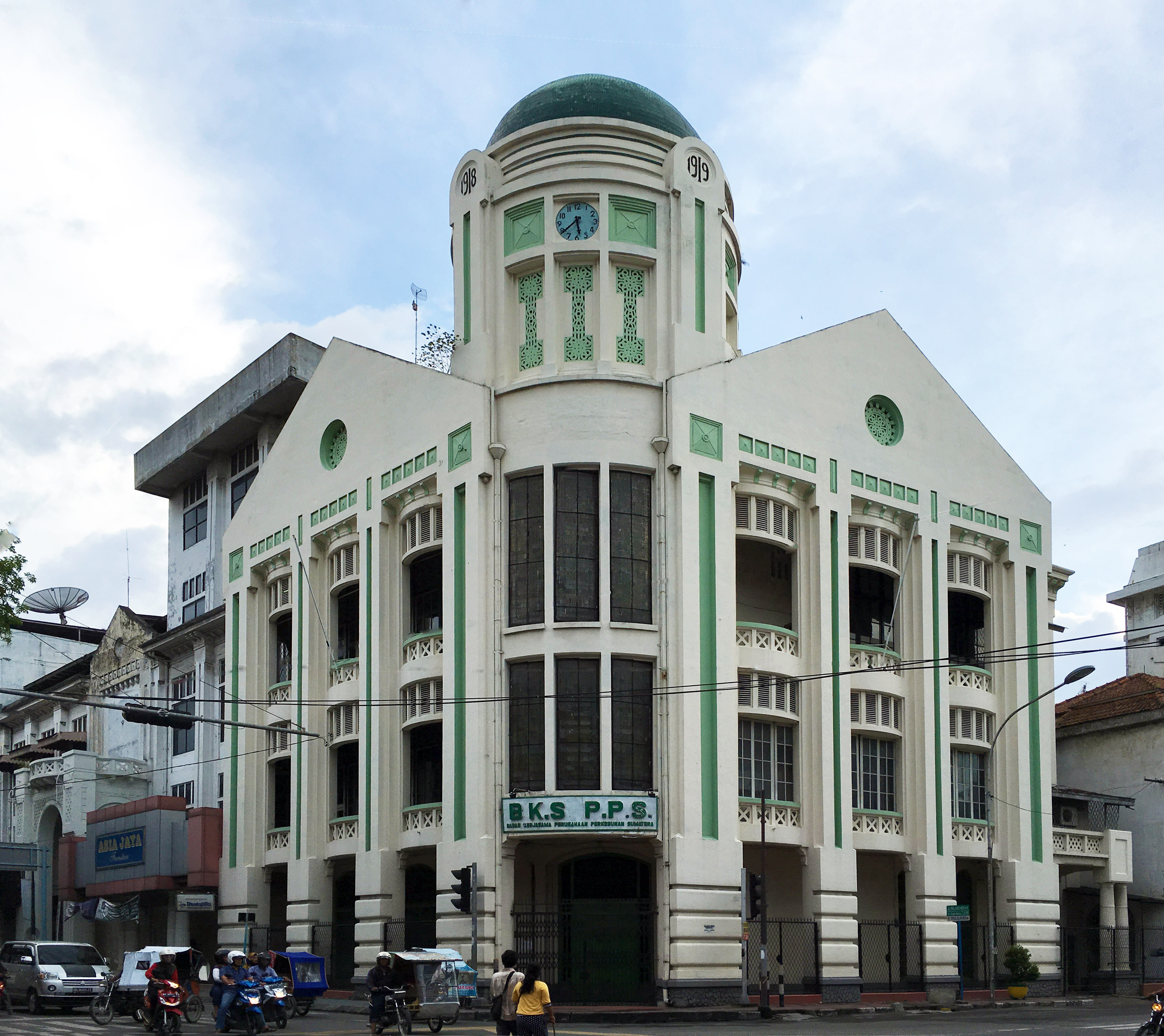
Art Déco em Medan apareceu no antigo prédio da AVROS, agora a Sumatra Planters Association (BKS PPS)

Há uma abundância de arquitetura colonial e infraestrutura que permanecem funcionais além do Java. A ilha de Sumatra, em particular, se beneficiou de sua abundância de petróleo e estanho, em comparação com a economia baseada principalmente nas plantações de Java.  Os melhores edifícios estão concentrados na Sumatra Ocidental, Sumatra Setentrional e Aceh. Medan já foi conhecido como "Paris de Sumatra" e tem um grande número de escritórios coloniais Art Déco concentrados em torno da Praça Kesawan. Para a população local europeia e de classe alta, os holandeses planejaram e construíram o Subúrbio Jardim da Polônia. A arquitetura mourisca do renascimento também abriu caminho para o design da mesquita de Sumatra. O Palácio Maimun e a Grande Mesquita de Medan são belos exemplos do movimento. Há uma grande concentração de escritórios coloniais, edifícios públicos e vilas na cidade de Padang, Sawahlunto, Bukittingi e Banda Aceh, todas as principais cidades econômicas da Sumatra colonial. Outras partes de Sumatra também incluem Bangka-Belitung Islands Regency (uma importante fonte de estanho) e o porto de pimenta de Bengkulu .
Em Makassar, que já foi considerada a porta de entrada para a província oriental, tem vários edifícios da era colonial. O melhor exemplo sobrevivente de edifícios coloniais é o Fort Rotterdam, seguido pelo antigo edifício da Câmara Municipal, Tribunal de Justiça e Sociedade Harmonie, que agora funciona como uma galeria de arte. A demolição em grande escala da cidade velha da era colonial ocorreu em Makassar como resultado da expansão do porto.
O domínio colonial nunca foi tão extenso na ilha de Bali quanto foi em Java — foi apenas em 1906, por exemplo, que os holandeses ganharam o controle total da ilha — e, conseqüentemente, a ilha tem apenas um estoque limitado de arquitetura colonial. Singaraja, a antiga capital colonial e porto da ilha, tem várias casas em estilo Art Déco Kantor, ruas arborizadas e armazéns dilapidados. A cidade montanhosa de Munduk, uma cidade entre plantações estabelecidas pelos holandeses, é o único outro grupo significativo de arquitetura colonial de Bali; uma série de mini mansões no estilo holandês-balinês ainda sobrevivem.
Existem inúmeros fortes construídos por potências europeias em todo o arquipélago, mas a maior concentração está localizada ao redor das Ilhas Molucas. A maioria foi construída no início da era colonial para proteger o interesse holandês no comércio de especiarias. Há uma concentração particularmente alta de edifícios coloniais em Banda Neira, Saparua e Nusa Laut, com várias igrejas e fortificações dos séculos XVII-XVIII. Ambon City já foi conhecida por seu "charme colonial" e estoque de edifícios holandeses; no entanto, a cidade foi destruída em grande parte durante a Segunda Guerra Mundial.

## Na Indonésia independente
A falta de desenvolvimento devido à Grande Depressão, a turbulência da Segunda Guerra Mundial e a luta pela independência da Indonésia na década de 1940 e a estagnação econômica durante as turbulentas décadas de 1950 e 60, significaram que grande parte da arquitetura colonial foi preservada nas últimas décadas. Embora as casas coloniais fossem quase sempre preservadas pelas ricas elites holandesas, indonésias e chinesas, e tais edifícios em geral estejam inevitavelmente ligados ao colonialismo europeu, os estilos eram frequentemente combinações ricas e criativas de duas culturas, tanto que os casas continuam sendo procuradas no século XXI.  A arquitetura nativa foi indiscutivelmente mais influenciada pelas novas ideias europeias do que a arquitetura colonial foi influenciada pelos estilos indonésios; e esses elementos ocidentais continuam a ser uma influência dominante no ambiente construído da Indonésia hoje.

## Exemplos
Abaixo está uma lista de artigos sobre a arquitetura colonial holandesa na Indonésia.
- Bandung
  - Lista de edifícios coloniais em Bandung
- Bogor
  - Arquitetura de Bogor
- Cirebon
  - Cirebon City Hall
  - Estação ferroviária Cirebon
- Jacarta
  - Arquitetura colonial em Jacarta
- Makassar
  - Arquitetura colonial em Makassar
- Medan
  - Arquitetura colonial em Medan
- Padang
  - Arquitetura da era colonial em Padang
- Semarang
  - Arquitetura holandesa em Semarang
- Surabaya
  - Arquitetura colonial de Surabaya